# Steffi Kammermeier
Steffi Kammermeier (* 1959 in München) ist eine deutsche Drehbuchautorin und Regisseurin.

## Karriere
Nach einer Ausbildung zur Medizinisch Technischen Assistentin studierte Steffi Kammermeier an der Hochschule für Fernsehen und Film (HFF) München, Workshops im Actors Studio New York vertieften ihre Dramaturgie-Kenntnisse. Sie drehte eine Reihe von Kino- und Fernsehfilmen, für die sie auch selbst das Drehbuch schrieb, Dokumentarfilme und anspruchsvolle Porträts.
Heute schreibt und dreht Steffi Kammermeier unter anderem Dokumentarfilme für die Reihe Unter unserem Himmel und arbeitet für den Komödienstadel. Ihr erster Beitrag für den Bayerischen Rundfunk war die autobiografische Dokumentation „Eversbuschstr. 225“. Außerdem schrieb sie das Kinderbuch „Die Elfe Siribi“, das im Baumhaus Verlag und im Hörolino Verlag als Download-Version erhältlich ist sowie das Buch zu ihrem Dokumentarfilm „Was hamma g'essen?“, das im Herbst 2009 im Frankfurter Societäts Verlag erschien. Daneben hält sie Seminare und Workshops bei der Münchner Filmwerkstatt.
Seit 2010 ist im Verlag ars edition ein weiteres Kinderbuch erschienen: „Bitte noch eine – Wunschgeschichten zur Guten Nacht“.

## Auszeichnungen
- 1989 – Bundesfilmpreis für „Der Mittagsschlaf“
- 1998 – Rights of a Child Award, Chicago für den Kinder-Kinofilm „Dizzy, lieber Dizzy“

## Weitere Arbeiten (Auszug)
- 1988 – Der Mittagsschlaf (Kurzfilm)
- 1995 – Dizzy, lieber Dizzy (Kinofilm für Kinder)
- 1997 – Heimlichkeiten (mit Franz Buchrieser und Ilse Neubauer)
- 1998 – Ebersbach – Leben im Museum (Dokumentation)
- 2000 – Hinterlassenschaften (mit Christa Berndl und Fred Stillkrauth)
- 2001 – Die Jakobi-Verschwörung (Komödienstadel)
- 2004 – Zeit der Fische (mit Heide Ackermann und Werner Rom)
- 2005 – Der Viktualienmarkt (Dokumentation)
- 2006 – Amerikaner mit Zuckerguss (Komödienstadel)
- 2007 – Die Maibaumwache (Komödienstadel)
- 2007 – Das Cäcilienwunder (Komödienstadel)
- 2007 – Rund um den Tannenberg (Dokumentation)
- 2008 – Was hamma g'essen? (Dokumentation)
- 2008 – Adam und Eva im Paradies (Komödienstadel)
- 2008 – Pension Schaller (Komödienstadel)
- 2009 – Wo Rauch ist, ist auch Feuer (Fernsehregie)							.
- 2009 – Italienische Zuaständ (Fernsehregie)
- 2010 – Die Doktorfalle (Komödienstadel)
- 2010 – Das Kreuz mit den Schwestern (Komödienstadel)
- 2010 – Auf's Maul gschaut – Mundart in München? (Dokumentation)
- 2010 – Die Chiemgauer Erfolgsfrau – Mona Freiberg wird 60 (Dokumentation)
- 2010 – Lieben lernen (Dokumentation)